# Janusz Chwierut
Janusz Chwierut (ur. 21 sierpnia 1965 w Kętach) – polski polityk i samorządowiec, z wykształcenia ekonomista, poseł na Sejm V i VI kadencji z listy Platformy Obywatelskiej, w latach 2011–2014 pełniący obowiązki prezydenta Oświęcimia, a od 2014 prezydent tego miasta.

## Życiorys
Ukończył studia z zakresu finansów na Wydziale Planowania i Finansowania Gospodarki Narodowej Akademii Ekonomicznej w Krakowie, uzyskując tytuł zawodowy magistra ekonomii. Pracował w różnych przedsiębiorstwach w Oświęcimiu. Od 1994 do 2001 kierował lokalnymi strukturami Unii Wolności. W wyborach parlamentarnych w 1997 bez powodzenia ubiegał się o mandat poselski z listy tej partii w województwie bielskim.
W latach 1994–2002 był radnym oświęcimskiej rady miejskiej. Pełnił m.in. funkcje wiceprzewodniczącego rady i etatowego członka zarządu miasta. W 2002 kandydował na urząd prezydenta Oświęcimia, uzyskując 5,8% głosów.  Od 2002 do 2005 zasiadał w radzie powiatu oświęcimskiego. Został też prezesem klubu piłkarskiego Unia Oświęcim. W 2005 z listy Platformy Obywatelskiej wybrano go na posła V kadencji w okręgu chrzanowskim. W 2007 po raz drugi uzyskał mandat poselski z drugiego miejsca chrzanowskiej listy PO, otrzymując 10 542 głosy.
W 2010 również bez powodzenia kandydował na urząd prezydenta Oświęcimia, uzyskując w drugiej turze 49,64% głosów i przegrywając z Jackiem Grosserem. Ten ostatni z uwagi na stan zdrowia nie objął jednak stanowiska. W 2011 premier Donald Tusk powierzył Januszowi Chwierutowi pełnienie obowiązków prezydenta tego miasta od 11 lipca tegoż roku, w konsekwencji czego wygasł jego mandat poselski. Jacek Grosser nie objął urzędu do końca kadencji w 2014, w związku z czym Janusz Chwierut zarządzał miastem przez cały ten okres.
W wyborach w 2014, 2018 i 2024 Janusz Chwierut ponownie ubiegał się o wybór na prezydenta Oświęcimia, wygrywając każdorazowo w pierwszej turze.

## Życie prywatne
Żonaty (żona Małgorzata), ma dwie córki.